# HD 73526
HD 73526 és una estrella nana groga (G6V) a la constel·lació de la Vela i a una distància de 330 anys llum.

## Estrella
És un estrella més freda, més lluminosa, de similar massa i més gran que el Sol. Aquesta estrella és un 22% més antiga que el nostre Sol, amb una metal·licitat quasi el doble que la del Sol, basat en l'abundància de Ferro.

## Sistema planetari
El 2002, es va descobrir un planeta orbitant l'estrella amb una òrbita més propera que la de Venus al Sol i d'una massa de 2.1 cops la massa de Júpiter. Es va batejar com HD 73526 b. Aquest planeta rep una insolació 3.65 cops la de la Terra o 1.89 cops la de Venus. El 2006 es va descobrir un segon planeta al sistema, amb una massa de 2.3 masses de Júpiter i es va anomenar HD 73526 c. Aquest últim planeta té una ressonància orbital de 2:1 amb HD 73526 b. Tot i que les masses suposades són les mínimes, atès que no es coneix la inclinació de cadascun d'ells, l'estabilitat de les òrbites indica que la inclinació dels dos planetes és de 90° i les masses indicades són les veritables.
| Companya (per ordre des de l'estrella) | Massa           | Semieix major (ua) | Període orbital (dies) | Excentricitat | Inclinació | Radi |
| -------------------------------------- | --------------- | ------------------ | ---------------------- | ------------- | ---------- | ---- |
| b                                      | >2.07 ± 0.16 MJ | 0.66 ± 0.05        | 187.5 ± 0.3            | 0.39 ± 0.05   | —          | —    |
| c                                      | >2.30 ± 0.17 MJ | 1.05 ± 0.08        | 376.9 ± 0.9            | 0.40 ± 0.05   | —          | —    |